# Rudolph Garrigue

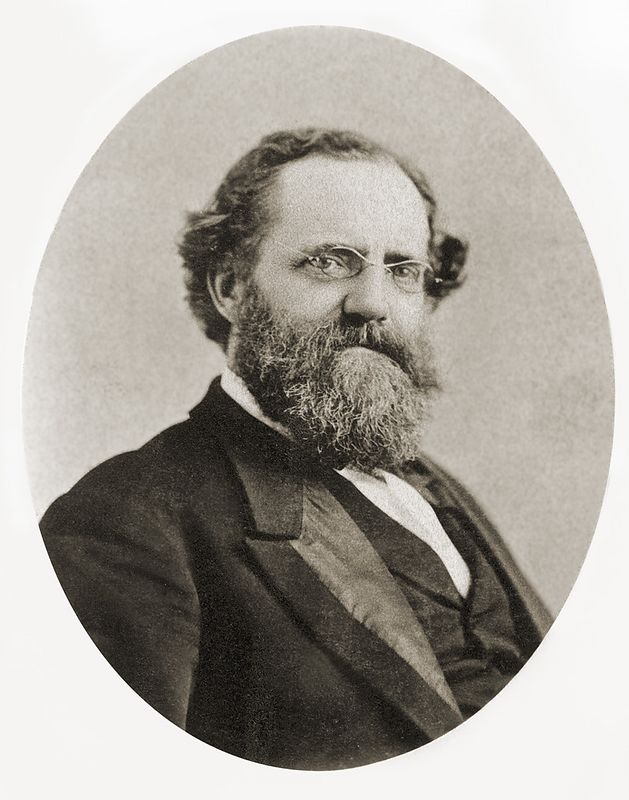
Rudolph Garrigue

Rudolph Pierre Garrigue (* 22. Februar 1822 in Kopenhagen; † 28. September 1891 in Wien) war ein deutsch-amerikanischer Buchhändler und Versicherungsvorstand.

## Leben
Rudolph Garrique war einer der Söhne des aus Deutschland stammenden und in Kopenhagen sesshaften hugenottischen Kaufmanns Jacques Louis Garrigue (1789–1854) und seiner Frau Cecile Olivia Duntzfelt (1798–1863), Tochter des dänischen Kaufmanns Christian Vilhelm Duntzfelt (1763–1809) und Enkelin mütterlicherseits des niederländischen Kaufmanns Frédéric de Coninck (1740–1811). Der deutsch-amerikanische Arzt Henry Jacques Garrigues (1831–1912) war ein Bruder, die Sängerin Malvina Schnorr von Carolsfeld eine Cousine ersten Grades.
Garrigue machte eine Lehre als Buchhändler in der Herold & Wahlstabschen Buchhandlung in Lüneburg. Hier lernte er seinen späteren Schwager und Geschäftsteilhaber in New York City, Friedrich Wilhelm Christern (1816–1891), kennen. In den 1840er Jahren wurde er Angestellter im F. A. Brockhaus-Verlag in Leipzig und dort auserkoren, für einen Zusammenschluss deutscher Verlagshäuser den nordamerikanischen Buchmarkt vor Ort und die dortigen Expanisionaussichten zu erkunden. Seine erste USA-Reise 1845 führte ihn bis in den Süden und Westen. In Deutschland zerschlug sich nach seiner Rückkehr 1846 das ehrgeizige Gemeinschaftsprojekt, weil nicht genug Aktien gezeichnet wurden.
1847 reiste er erneut in die USA und gründete sogleich die Rudolph Garrigue, Deutsche Buchhandlung in New York City. 1852 nahm er seinen Jugendfreund, Kollegen aus Lüneburger Zeiten und nunmehrigen Schwager Christern, der 1850 in die USA ausgewandert war und sich ebenfalls als Buchhändler selbstständig gemacht hatte, als Teilhaber auf. Die Firma wurde entsprechend in Garrigue & Christern geändert. Garrigues Plan, auf Grundlage der englischen Ausgabe des Brockhausschen Bilderatlasses vom Sortimentsgeschäft in das Verlagsgeschäft in Nordamerika vorzudringen, wurde 1854 durch einen großen Brand, bei dem alle Vorarbeiten nebst den Druckplatten zerstört wurden, durchkreuzt. Er überließ frustriert das Buchhandelsgeschäft in New York ganz seinem Schwager, der es unter der Firma F. W. Christern bis zu seinem Tode fortführte.

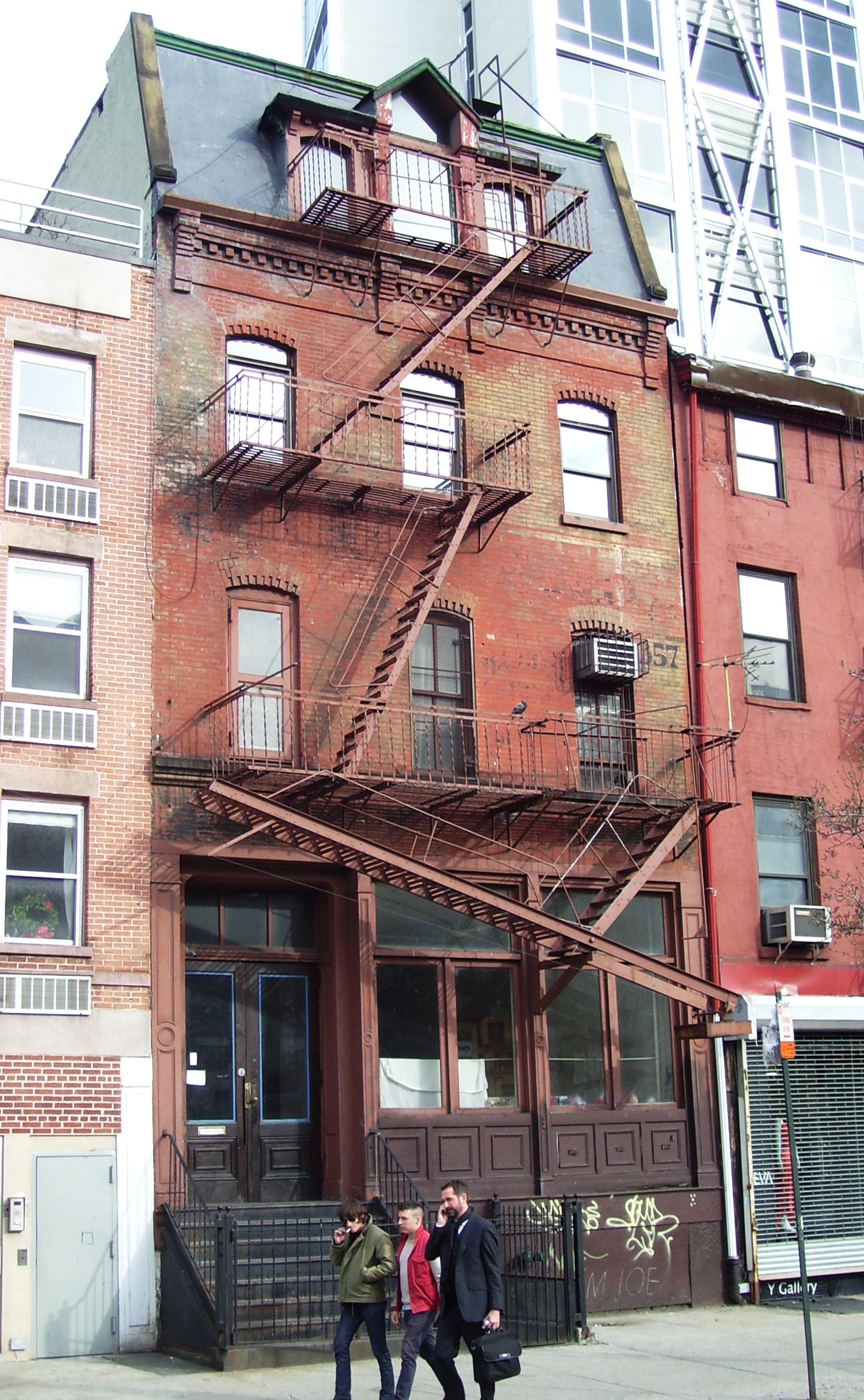
1870 erbautes Gebäude der Germania Fire Insurance Company (Bowery Building, 357 Bowery) im East Village

Garrigue war in New York tätiges Mitglied der Deutschen Gesellschaft der Stadt New York und wurde 1854 bis 1856 als Nachfolger von Gustav Schwab deren Präsident. Danach war er einer der Mitgründer der Feuerversicherungs-Gesellschaft »Germania« und ab 1859 deren Sekretär, 1864 Vizepräsident und von 1866 bis zu seinem Tode Präsident dieser großen Versicherungsgesellschaft.
Die Pianistin und Ehefrau des ersten tschechoslowakischen Staatspräsidenten Charlotte Garrigue war seine Tochter.